# Aaron Guzikowski
Aaron M. Guzikowski (* 1974 in Brockton, Massachusetts) ist ein US-amerikanischer Drehbuchautor.

## Leben
Aaron M. Guzikowski studierte Kunst und Film am Pratt Institute in New York City. Mit dem 2012 erschienenen und von Baltasar Kormákur inszenierten Thriller Contraband wurde Guzikowskis erstes Drehbuch verfilmt. Es handelt sich dabei um eine Neuverfilmung des isländischen Films Reykjavík Rotterdam. Ursprünglich sollte Prisoners Guzikowskis erstes verfilmtes Drehbuch werden. Doch die Geschichte wurde nicht wie ursprünglich geplant 2010 veröffentlicht. Im Herbst 2013 kam Prisoners unter der Regie von Denis Villeneuve in einer leicht abgewandelten Version schließlich in die Kinos.

## Filmografie
- 2012: Contraband
- 2013: Prisoners
- 2014–2015: The Red Road (Fernsehserie)
- 2017: Papillon
- 2020: Raised by Wolves (Fernsehserie)